# Peithona
Peithona is een kevergeslacht uit de familie van de boktorren (Cerambycidae). De wetenschappelijke naam van het geslacht werd voor het eerst geldig gepubliceerd in 1906 door Gahan.

## Soorten
Peithona is monotypisch en omvat slechts de volgende soort:
- Peithona prionoides Gahan, 1906